# Estadi de Franceville
L'Stade de Franceville és un estadi multiusos ubicat a la ciutat de Franceville, al Gabon.
L'estructura construïda per aguantar-ne la coberta va ser dissenyada per l'empresa sèrbia Amiga.
Va ser una de les quatre seus de la Copa d'Àfrica de Nacions 2012.